# Vidnarrivier
De Vidnarrivier (Zweeds: Viddnarjåkka; Samisch: Vidnarjohka) is een rivier die stroomt in de Zweedse  gemeente Kiruna. De rivier krijgt haar water uit het meertje Vidnarčuolmmajávri, dat ongeveer 1 hectare groot is. Ze stroomt daarop zuidwestwaarts, stroomt door het meer Vidnarjávri (1 ha) en dan stroomt ze zuidwaarts. De rivier is ongeveer 12 kilometer en mondt uit in de Hårrerivier.
Namen die verwijzen naar Vidnar zijn de Vidnargielas (heuvel), Vidnarvárri (idem) en Vidnarskáidi (moeras).
Afwatering: Vidnarrivier → Hårrerivier → Tavvarivier → Lainiorivier → Torne → Botnische Golf